# Bharata insignis
Bharata insignis är en insektsart som beskrevs av William Lucas Distant 1918. Bharata insignis ingår i släktet Bharata och familjen dvärgstritar. Inga underarter finns listade i Catalogue of Life.